# Союз 6
Союз 6 е съветски пилотиран космически кораб.

## Екипажи

### Основен екипаж
- Георгий Шонин (1)
- Валерий Кубасов (1)

### Дублиращ екипаж
- Владимир Шаталов
- Алексей Елисеев

### Резервен екипаж
- Андриян Николаев
- Георгий Гречко

## Описание на полета
Първи групов полет на три космически кораба – „Союз 6“, „Союз 7“ и „Союз 8“.

## Полетът
В орбиталния отсек на кораба „Союз 6“ е монтирана установката „Вулкан“, предназначена за извършване на заваряване в космическия вакуум.
По време на груповия полет на трите кораба се предвиждало скачване на корабите „Союз-7“ и „Союз-8“. Космонавтите на „Союз-6“ е трябвало да бъдат в близост (на около 50 м) и да направят видеозаснемане на скачването. Заради отказ на автоматичната система „Игла“, скачването не е осъществено. Корабите били оборудвани само за автоматично скачване, а ръчно под управлението на космонавтите било невъзможно.
Изпитанията на заваръчната установка „Вулкан“ минават успешно. По време на провеждането на самото заваряване, космонавтите се намирали в спускаемия апарат на кораба, а орбиталния отсек е разхерметизиран. Космонавтите контролирали процеса на заваряване по прибори, монтирани в спускаемия отсек.
На 16 октомври корабът „Союз-6“ успешно се приземява. Групата за издирване открива мястото на приземяване след 10 минути, като дотогава космонавтите вече самостоятелно били излезли от спускаемия апарат. Това става в 09:52:47 UTC.
Продължителността на полета е 4 денонощие 22 часа 42 минути 47 секунди.